# M42 Duster
M42 Duster – amerykańskie samobieżne działo przeciwlotnicze opracowane w latach 50. XX wieku.
Działo samobieżne M42 zostało skonstruowane w 1950 roku na podwoziu czołgu lekkiego M41 Walker Bulldog. Na samonośnym nadwoziu czołgu umieszczono odkrytą wieżę z dwoma armatami M2A1 (licencyjna wersja armaty Bofors 40 mm L/60). Kąt ostrzału dział w płaszczyźnie poziomej był równy 360°, w płaszczyźnie pionowej -5° do +85°. Donośność do celów powietrznych 5000 m, do celów naziemnych 9500 m. Działo wyposażono w prosty układ kierowania ogniem (M38) oraz celowniki M24 (optyczny, używany przy zwalczaniu celów naziemnych) oraz przeciwlotniczy celownik pierścieniowy. Uzbrojeniem dodatkowym był karabin maszynowy Browning M1919A6, który mógł być montowany w przedniej lub tylnej części wieży.
M42 Duster został przyjęty do uzbrojenia w lipcu 1952 roku. W następnych latach wyprodukowano dla US Army 3700 dział M42. Masowe wprowadzenie do uzbrojenia samolotów odrzutowych sprawiło, że działa tego typu stały się szybko bronią przestarzałą. Jednak jeszcze podczas wojny wietnamskiej M42 były używane do zwalczania celów naziemnych.